# 仿古铛铛车

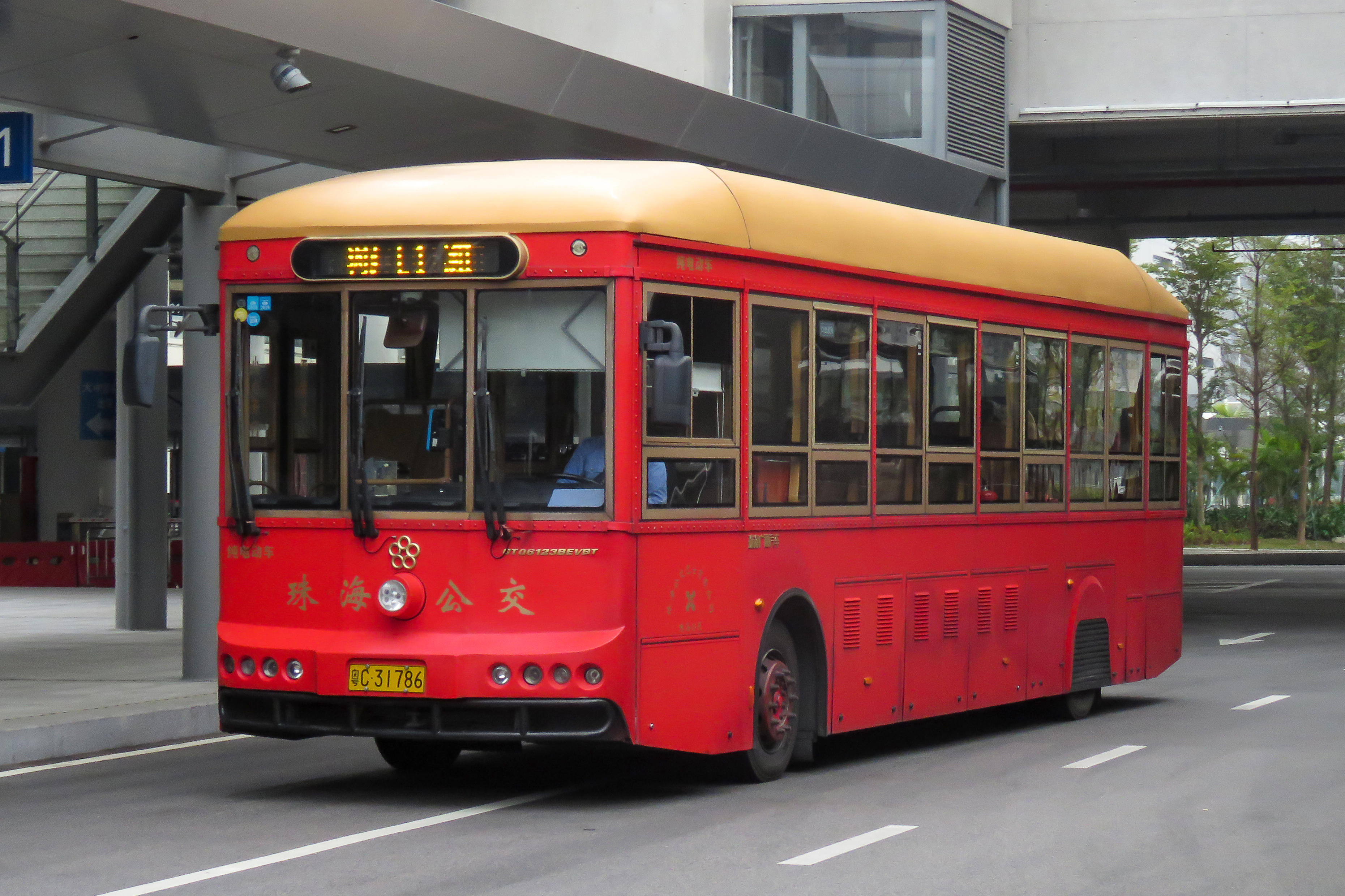
珠海的仿古铛铛车

仿古铛铛车（英語：tourist trolley），又称复古铛铛车、仿古观光公交车，是一种仿照旧式有轨电车外观设计但使用胶轮车胎的公交车，通常用于行驶旅游观光线路。

## 各地使用情况

### 中国
目前中国使用最多的仿古铛铛车为珠海银隆新能源集团生产，型号为GTQ6123BEVBT的仿古观光车，已在全国40多个城市投入运营，其外形参照民国时期北京、上海等地的有轨电车设计，车尾还设有体验区，装有老式有轨电车控制器和仪表的模型，可供乘客留影使用。此外，银隆仿古铛铛车全部为纯电动公交，由钛酸锂电池驱动，10分钟以内即可完成充电。除银隆新能源外，其它厂商亦有生产仿古铛铛车，厦门使用的是金龙客车制造的XMQ6106AGBEVL18型，上海和天津采用的则是金陵牌，杭州使用的是黄海牌，成都和扬州使用的是蜀都客车。

#### 北京
- 北京观光1线
- 北京观光2线[6]

#### 天津
- 588路专线
- 891路

#### 西安
- 观光1号线
- 观光2号线
- 兵马俑专线[7]

#### 洛阳
- 市区观光线路9路[8]

#### 成都
- 锦城观光1号线[9]

#### 珠海
- 珠海公交L1路线[10]

#### 厦门
- 949路（部分配车）

#### 泉州
- 旅游1路
- 旅游2路
- 旅游3路（大多数配车）
- 旅游4路

#### 南昌
- 2路（部分配车）

### 美国
在美国，仿古铛铛车除了用于旅游线路外，公交公司为了吸引客流还会在常规线路上投入仿古铛铛车。此外，一些民营企业也会使用仿古铛铛车作为景区接驳车使用。
使用仿古铛铛车的美国公交公司有：
- 纽约市：New York Trolley Company
- 威廉斯堡 (弗吉尼亚州)：Williamsburg Area Transit Authority
- 奥斯汀：Capital Metropolitan Transit Authority
- 伊利：Erie Metropolitan Transit Authority – Bayliner Route
- Gray Line Worldwide
- 金斯頓：Kingston Citibus
- 蒙哥马利 (亚拉巴马州)：Montgomery Area Transit Service – Lightning Route Trolleys
- 芝加哥：Pace – circulator in the Chicago area、Chicago Trolley & Double Decker Co.
- 兰开斯特 (宾夕法尼亚州)：Red Rose Transit Authority
- 普罗维登斯：Rhode Island Public Transit Authority – Providence LINK
- 路易维尔 (肯塔基州)：Transit Authority of River City
- 圣安东尼奥 (得克萨斯州)：VIA Metropolitan Transit – VIA Streetcar
- 斯科茨代尔 (亚利桑那州)：Ollie the Trolley、Z circulator
- 里弗赛德县：Riverside Transit Agency
- 西棕榈滩：Molly's Trolley
- 奥兰多 (佛罗里达州)：I-Ride Trolley
- 北肯塔基地区：TANK - Southbound Shuttle
- 威尔明顿 (北卡罗来纳州)：Wave Transit
- 兰辛 (密歇根州)：Capital Area Transportation Authority – Route 4 Entertainment Express
- 奥尔巴尼：Capital District Transportation Authority – Saratoga Visitors Trolley
- 尼亚加拉县：Niagara Frontier Transportation Authority - Route 55T Tourist Trolley
- 丹伯里 (康涅狄格州)：Housatonic Area Regional Transit
- 比洛克西 (密西西比州)：Coast Transit Authority - Beachcomber line、Casino Hopper line

### 墨西哥
墨西哥城的Paseos Por La Ciudad有三条仿古铛铛车路线：Coyoacán、Centro和Condesa。

## 制造商
- 银隆新能源集团
- 金龙联合汽车
- 黄海客车
- 蜀都客车
- 中大金陵双层客车制造有限公司
- Cable Car Classics, Inc.
- Gillig Corporation
- Hometown Trolley
- Specialty Vehicles
- Dupont Industries
- Optima Bus Corporation

## 圖片

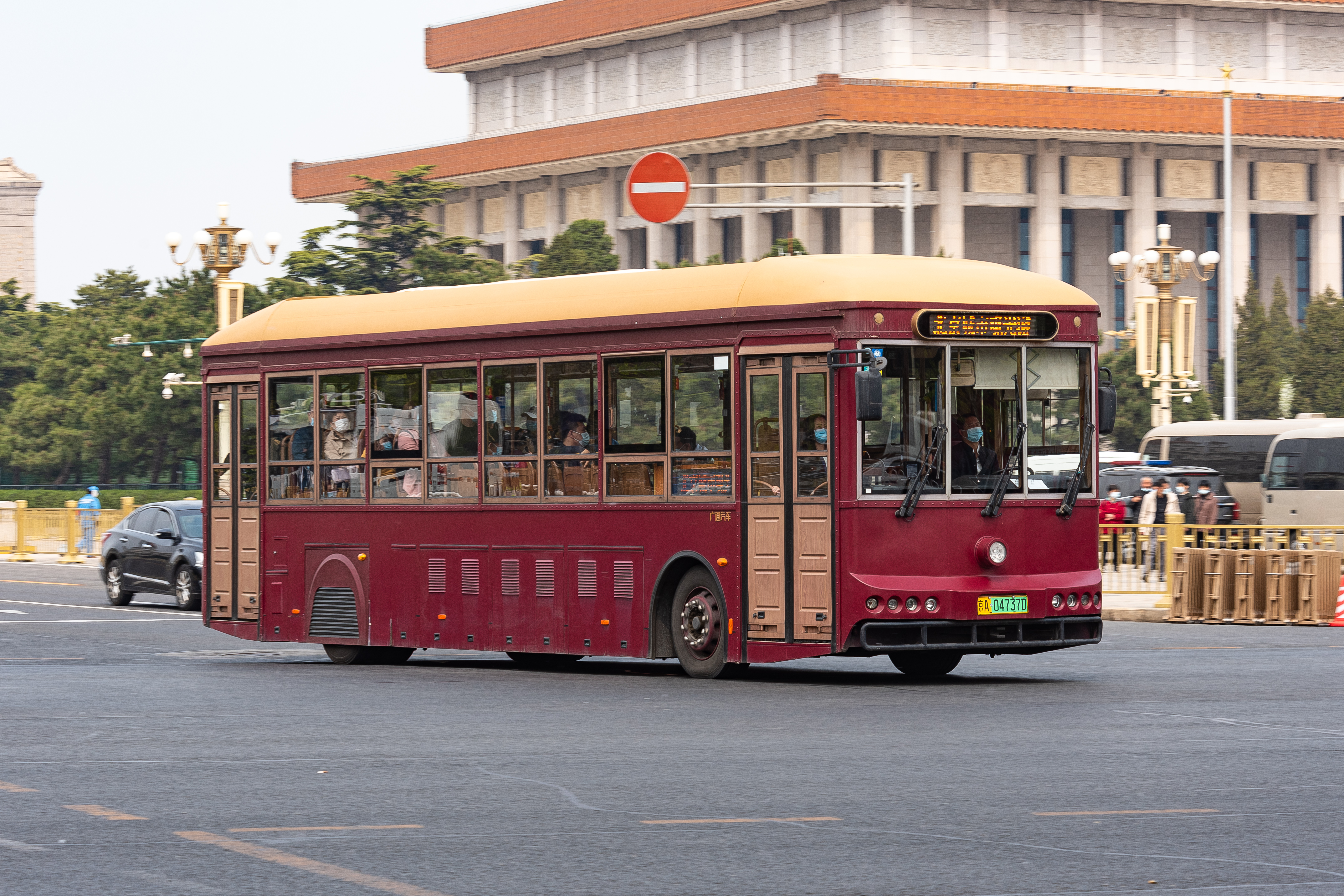
北京
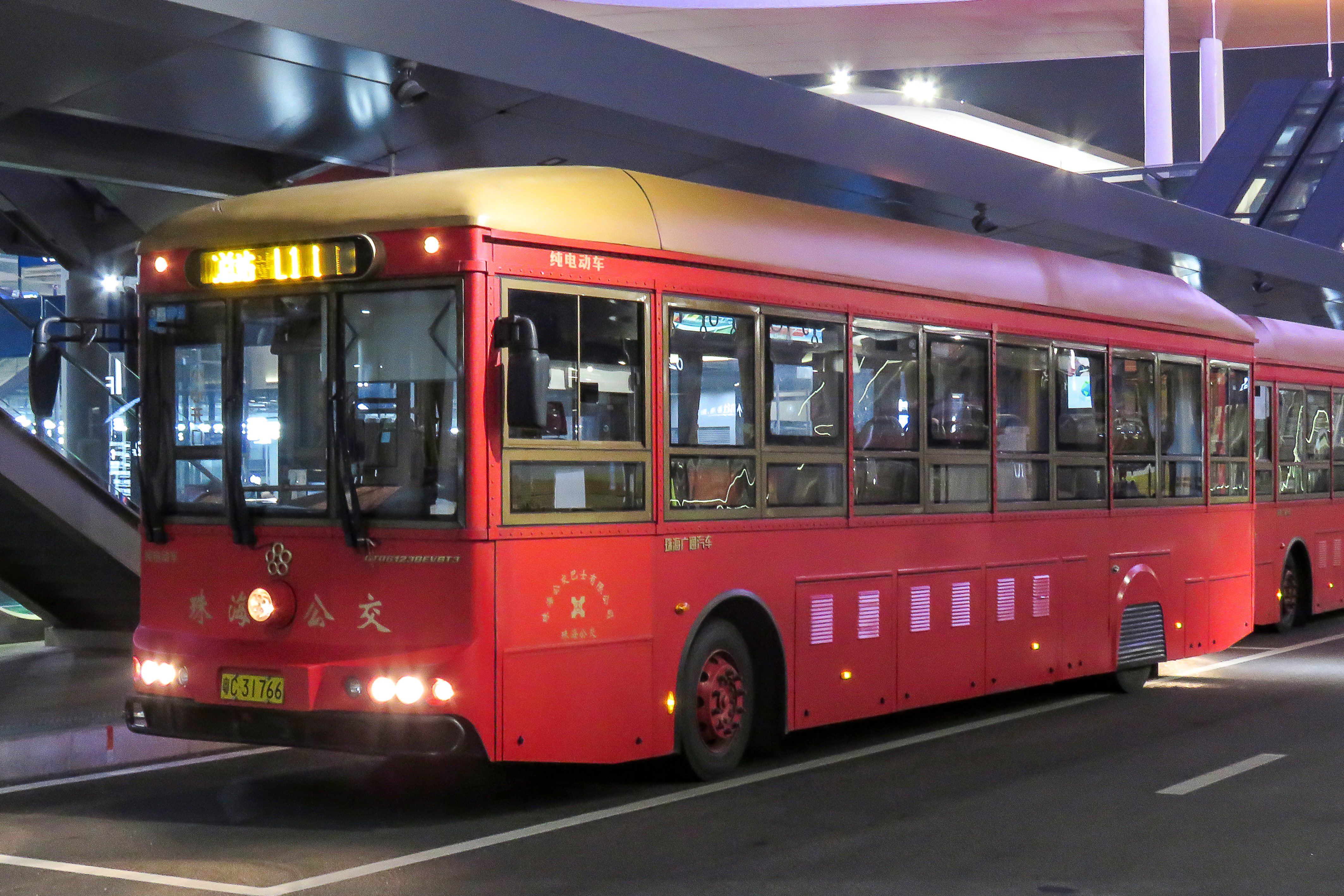
珠海
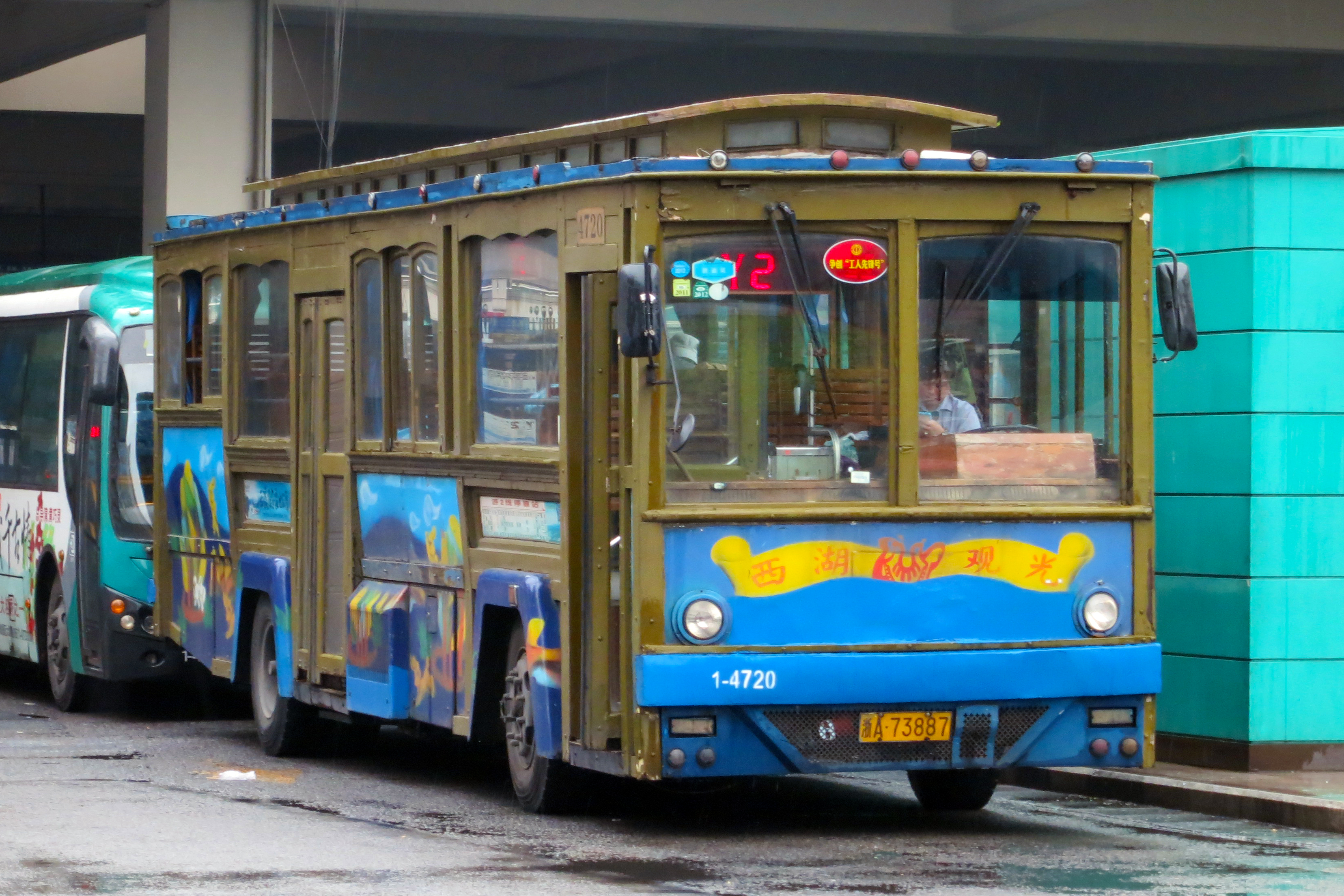
杭州
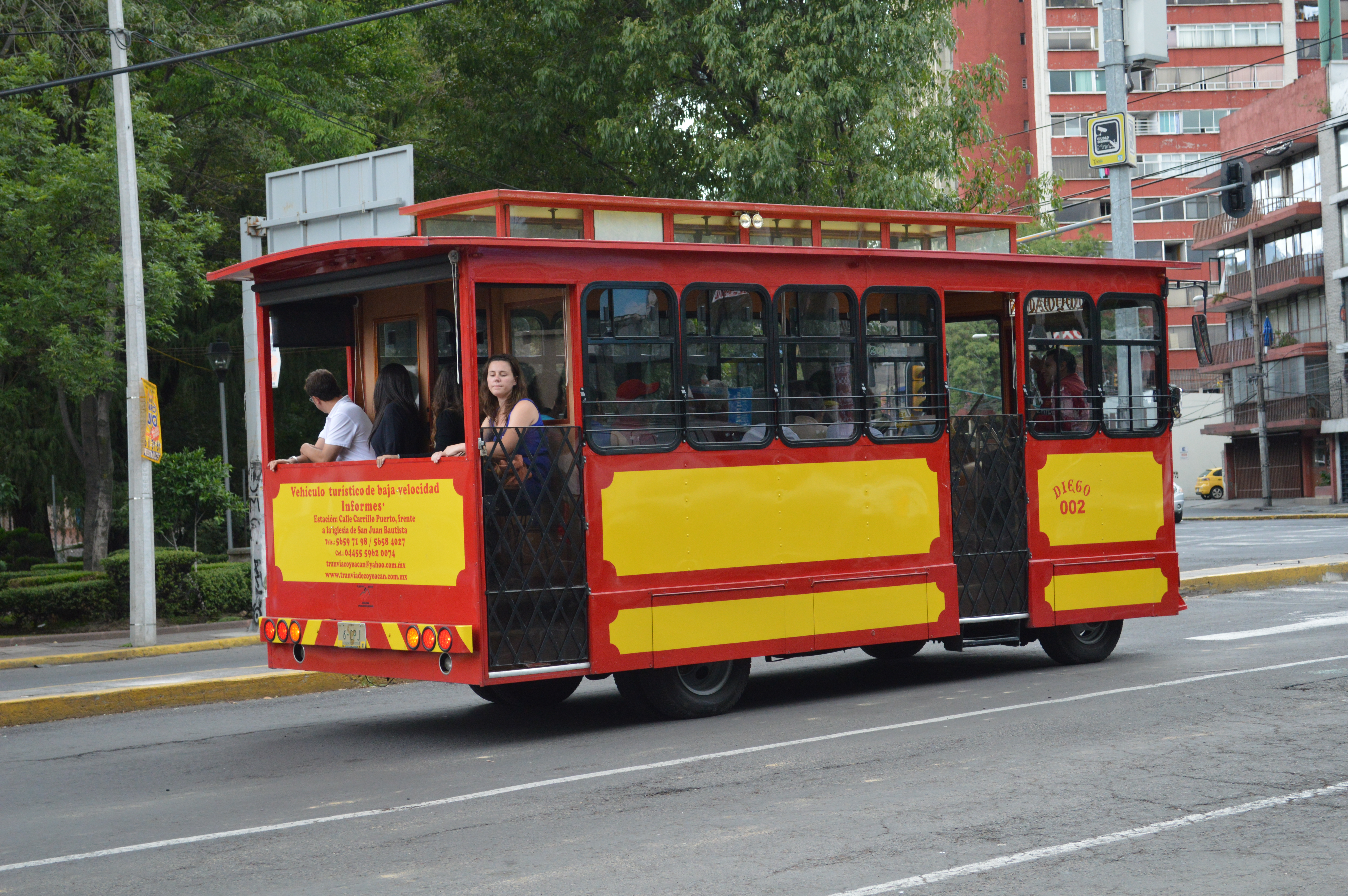
墨西哥城
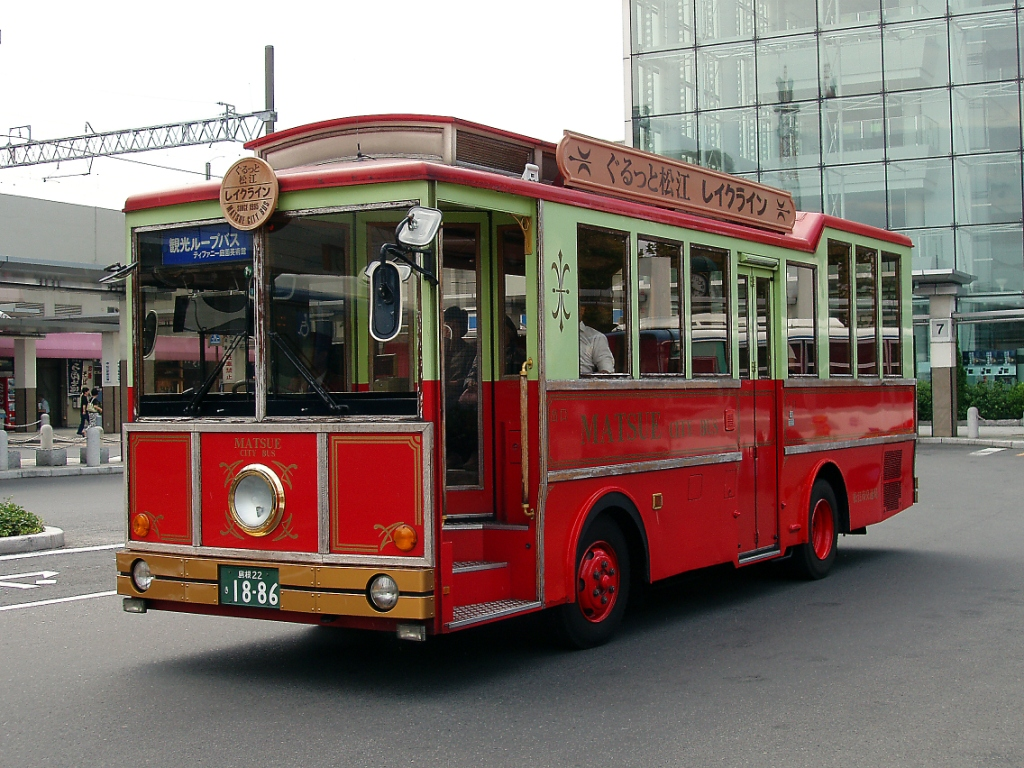
松江
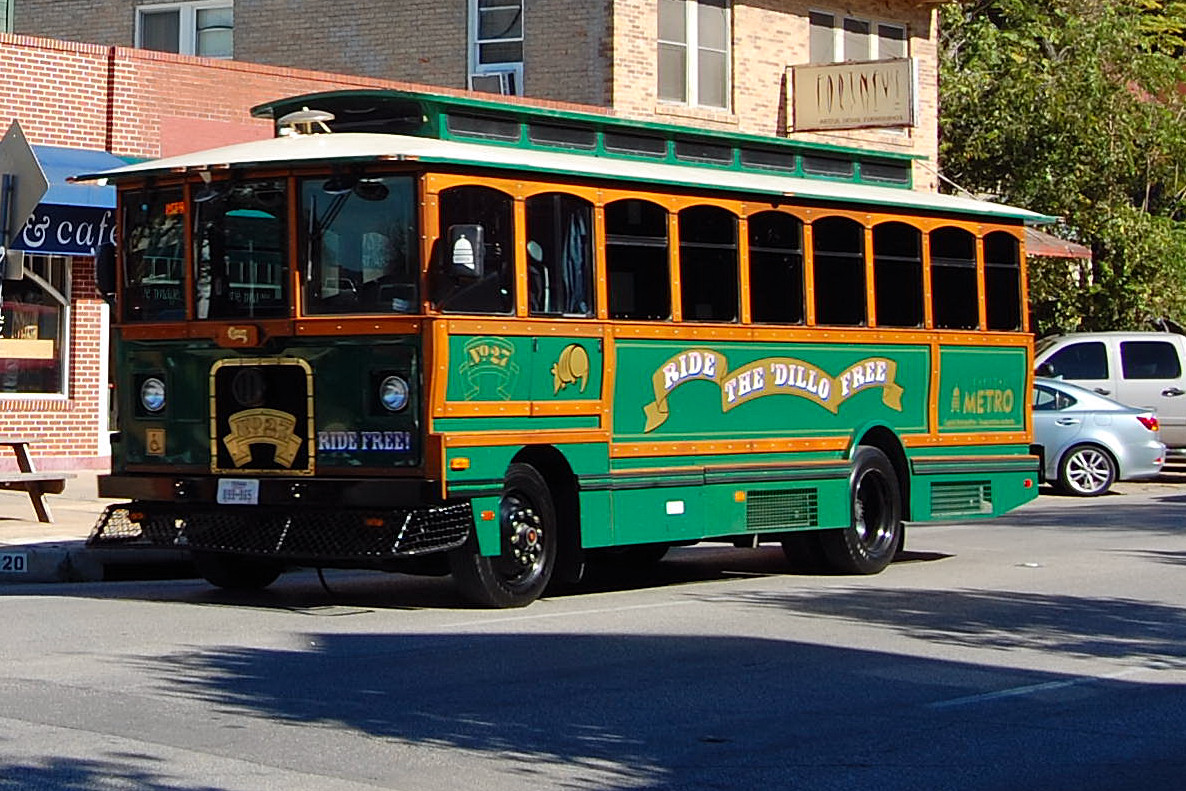
奥斯汀
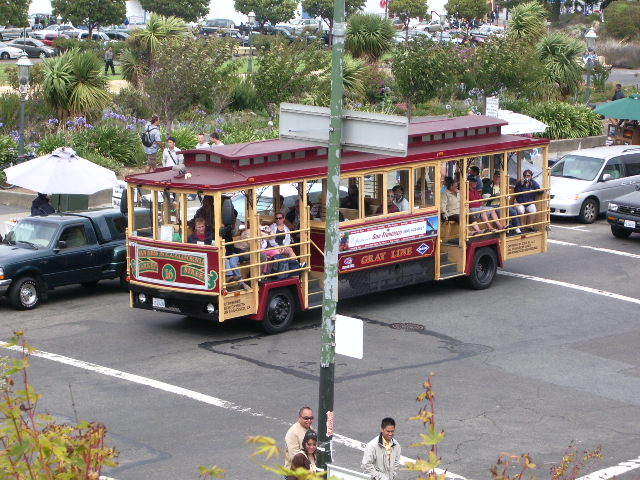
旧金山